# Dunbar (Schottland)

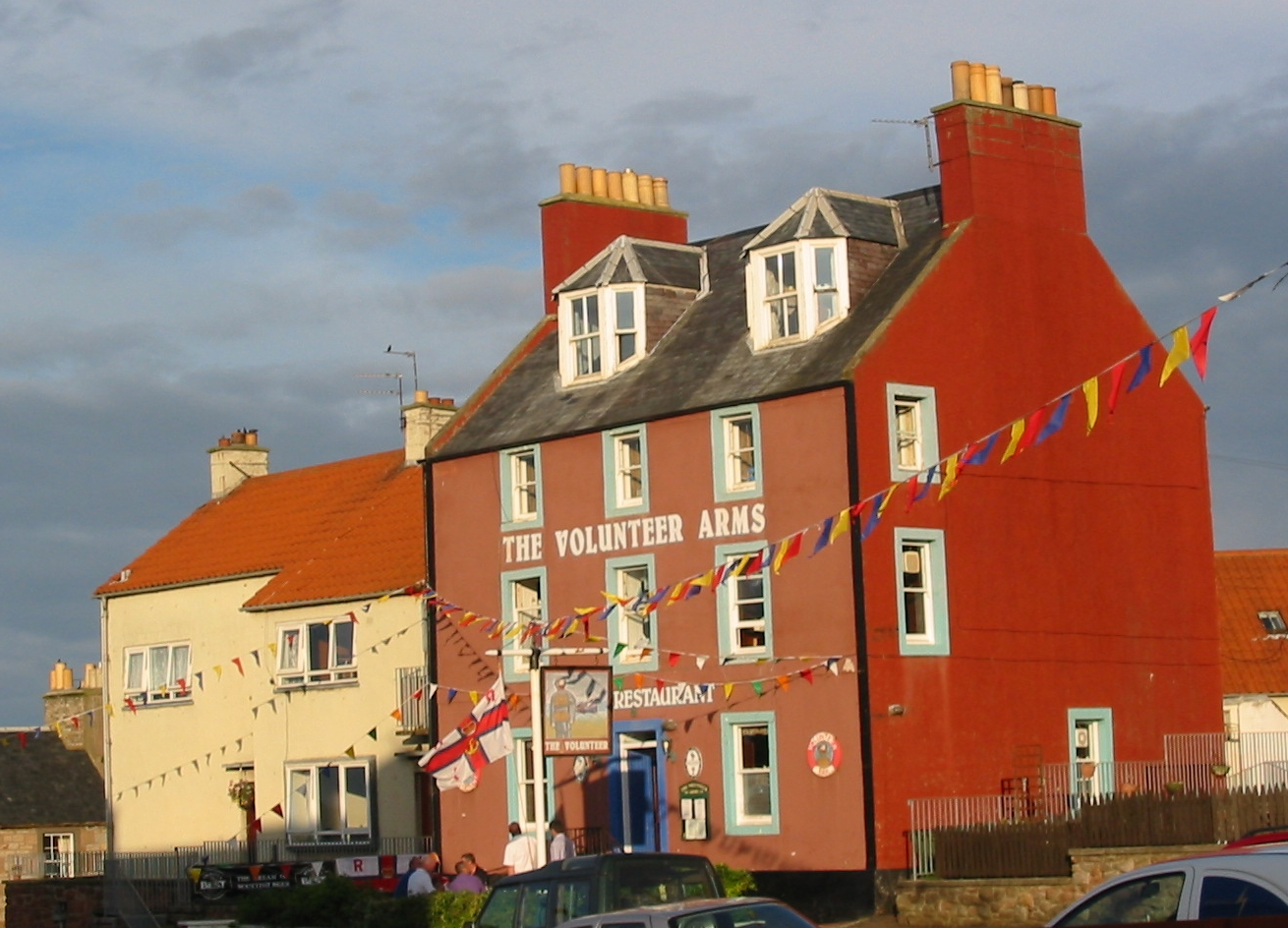
Das „Volunteer Arms“-Wirtshaus in Dunbar

Dunbar, schottisch-gälisch: Dùn Barra, ist eine Stadt an der Südostküste Schottlands, die sich in der Council Area East Lothian befindet. Sie ist ungefähr 48 km von Edinburgh und 45 km von Berwick-upon-Tweed entfernt. Die Stadt hat 8486 Einwohner (Erhebung 2011) und ist der Geburtsort des schottisch-amerikanischen Universalgelehrten John Muir.

## Geschichte
Erste Besiedlungsspuren werden archäologischen Ausgrabungen zufolge auf die Zeit um 8000 v. Chr. (Mittelsteinzeit) datiert. Auf die Eisenzeit gehen die Funde im nahegelegenen Broxmouth Hillfort zurück.
Um die Zeitenwende dürften in Lothian die keltischen Britonen und die Pikten gesiedelt haben. Möglicherweise wurde der Ort im ersten Jahrhundert vom Votadini-Stamm der Britonen gegründet. Sie wurden dann von den Angeln aus Northumbria verdrängt. Im 7. Jahrhundert wird Dunbar als eine königliche Stadt (urbs regis) erwähnt. Im Jahre 856 gab es auf dem die Hafenstadt prägenden Felsen hölzerne Fortanlagen, da sie nach einem Bericht der erste schottische König Kenneth I. niederbrennen ließ. Nach dem Sieg Malcolms II. über die Angelsachsen im Jahr 1018 kam Lothian zu Schottland. Die hölzerne Burgbebauung wurde Mitte des 13. Jahrhunderts durch ein steinernes Bollwerk ersetzt. 
Nach seiner Niederlage in der Schlacht von Bannockburn zog sich König Eduard II. von England nach Dunbar zurück und verließ über den Hafen per Schiff das schottische Gebiet. Die längste Belagerung überstand die Festung im Jahr 1338. Agnes Randolph, 4. Countess of Moray (1312–1369), genannt Black Agnes, wehrte sich sechs Monate lang energisch gegen die von Eduard III. ausgesandte Armee der Engländer. Im Jahr 1370 erhielt Dunbar den Status einer Burgh. Im selben Jahr hatte der schottische König David II. eine Liaison mit Lady Agnes Dunbar begonnen. Am 16. August 1445 wurde Dunbar zur Royal Burgh erhoben, was mit bestimmten Privilegien verbunden war. Von 1513 bis 1560 bestimmten Franzosen die Geschicke der Stadt, bis sie von den Engländern vertrieben wurden. Im Jahr 1567 hielt sich die Königin Maria Stuart kurzzeitig im Schloss von Dunbar auf.
Durch die strategisch günstige Lage im Grenzbereich zwischen Schottland und England wurde die Festung in Dunbar oft in kriegerische Auseinandersetzungen einbezogen. In ihrer Nähe ereigneten sich zwei die Schotten schmerzende Niederlagen in Schlachten. In der Schlacht am 27. April 1296 wurde ein Großteil des Heeres von John Balliol von den Truppen König Eduards I. aufgerieben. Die Schlacht am 3. September 1650 brachte der Armee Oliver Cromwells einen Sieg ein, als er zu einem Straffeldzug wegen der schottischen Unterstützung der Royalisten im Englischen Bürgerkrieg nach Norden aufgebrochen war. 
Oliver Cromwell ließ die Burganlage im Jahr 1650 schließlich zerstören. Ihre Reste erheben sich über dem Hafeneingang von Dunbar.
Im Jahr 1719 entstand die bis zum Jahr 2005 älteste unabhängige schottische Brauerei, die Belhaven Brewery. Sie wurde zwischenzeitlich von der englischen Greene King Brewery in Bury St Edmunds aufgekauft.
Vom 16. Jahrhundert bis heute prosperierte Dunbar als Hafenstadt, vorwiegend durch die Fischerei. Der zu klein gewordene alte Hafen wurde durch einen von 1842 bis 1844 erbauten zweiten ergänzt. Das Kernkraftwerk Torness wurde in der Nähe der Stadt ab 1980 gebaut. Freizeitzwecken dient die East Links Family Park Safari Railway.

## Städtepartnerschaften
Dunbar unterhält Städtepartnerschaften mit folgenden Städten:
- Lignières, Cher, Frankreich
- Martinez, Kalifornien